# 강릉해양경찰서
강릉해양경찰서는 해상경비, 해양안전 관리, 해상치안질서 유지, 해양오염 방지 등의 업무를 수행하기 위하여 설립된 대한민국 해양경찰청 동해지방해양경찰청 소속의 특별지방행정기관이다.

## 연혁
- 2024년 3월 1일 강릉해양경찰서 신설 요구안 행정안전부 제출
- 2024년 8월 1일 행정안전부 및 기재부 승인
- 2024년 9월 6일 신설추진 기본계획 수립
- 2024년 9월 11일 신설 추진단 발족
- 2025년 3월 31일 강릉해양경찰서 개서

## 조직
| 명칭         | 사진 | 주소                     | 관할구역 | 출장소                                        |
| ------------ | ---- | ------------------------ | -------- | --------------------------------------------- |
| 강릉파출소   |      | 강릉시 창해로 339        |          | 강문출장소 정동출장소 안인출장소 금진출장소   |
| 주문진파출소 |      | 강릉시 주문진해안로 1804 |          | 기사문출장소 동산출장소 남애출장소 소돌출장소 |